# Kemisk reaktor
En kemisk reaktor er en beholder, der bruges til substanser der gennemgår en kemisk reaktion, mens de er i beholderen.

| Kemi | Spire Denne artikel om kemi er en spire som bør udbygges. Du er velkommen til at hjælpe Wikipedia ved at udvide den. |